# گاتون کوئینزلند
گاتون کوئینزلند (به انگلیسی: Gatton) یک شهرک در استرالیا است که در Lockyer Valley Region واقع شده‌است.